# Falkestraße (Wien)
Die Falkestraße befindet sich im 1. Wiener Gemeindebezirk, der Inneren Stadt. Sie wurde 1901 nach dem deutschen Kulturhistoriker Jacob von Falke benannt.

## Geschichte
Die Gegend der heutigen Falkestraße gehörte im Mittelalter zur Vorstadt vor dem Stubentor. Nach der Errichtung der Wiener Stadtbefestigung befand sich die 1531 errichtete Dominikanerbastei dort, wo sich später die Falkestraße erstreckte. 1854 bis 1857 wurde sie abgetragen und an ihrer Stelle die Franz-Josephs-Kaserne erbaut, die 1900 schon wieder abgerissen wurde. 1901 konnte dann die Falkestraße eröffnet werden, die nach Jacob von Falke, dem Direktor des nahegelegenen Museums für angewandte Kunst, benannt wurde. Nach dem Zweiten Weltkrieg befand sich lange Zeit die Zentrale der Landesparteileitung der Österreichischen Volkspartei in der Falkestraße, wodurch die Straße im politischen Sprachgebrauch zu einem Synonym für die Partei wurde.

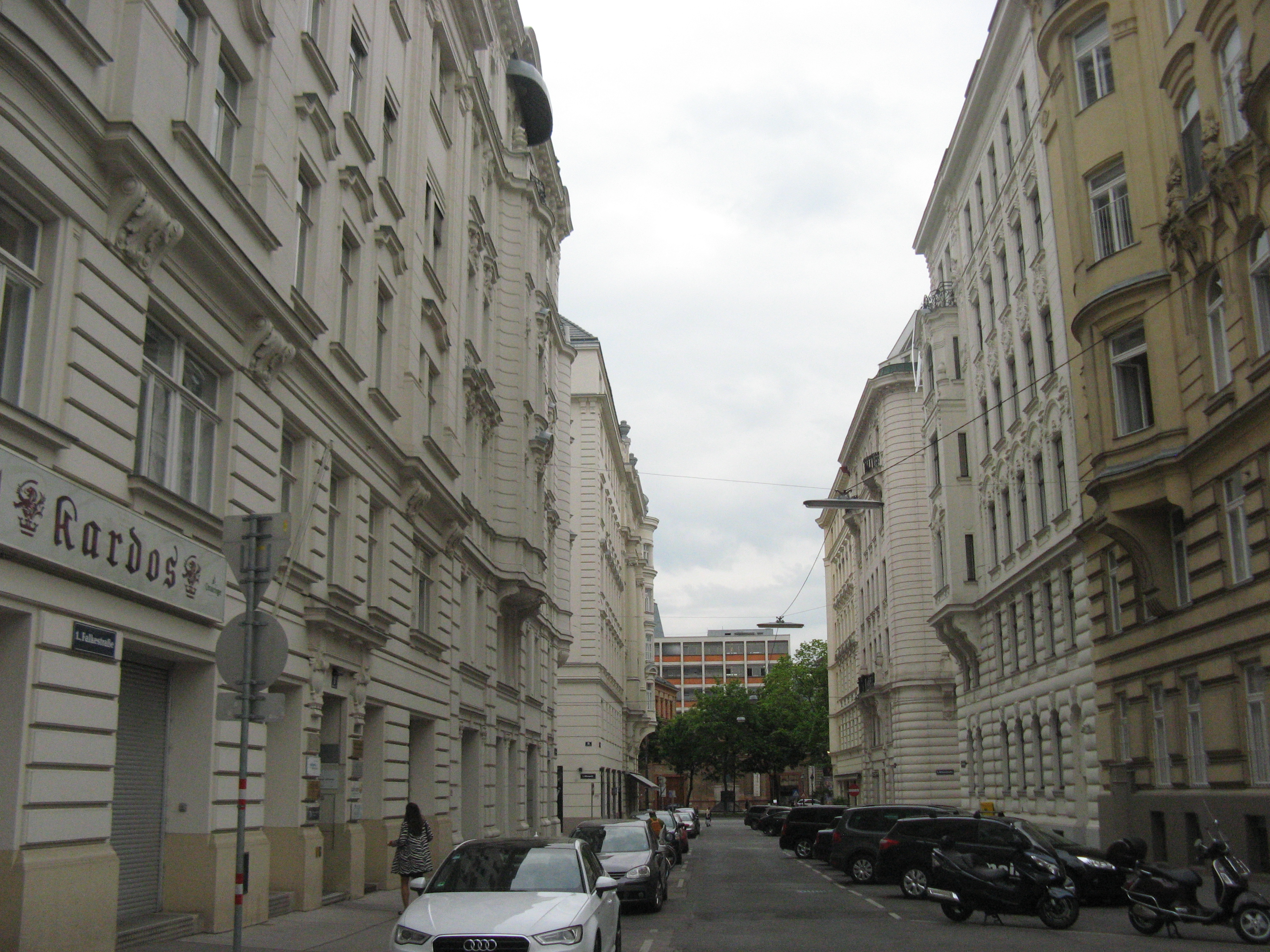
Falkestraße von der Dominikanerbastei aus gesehen

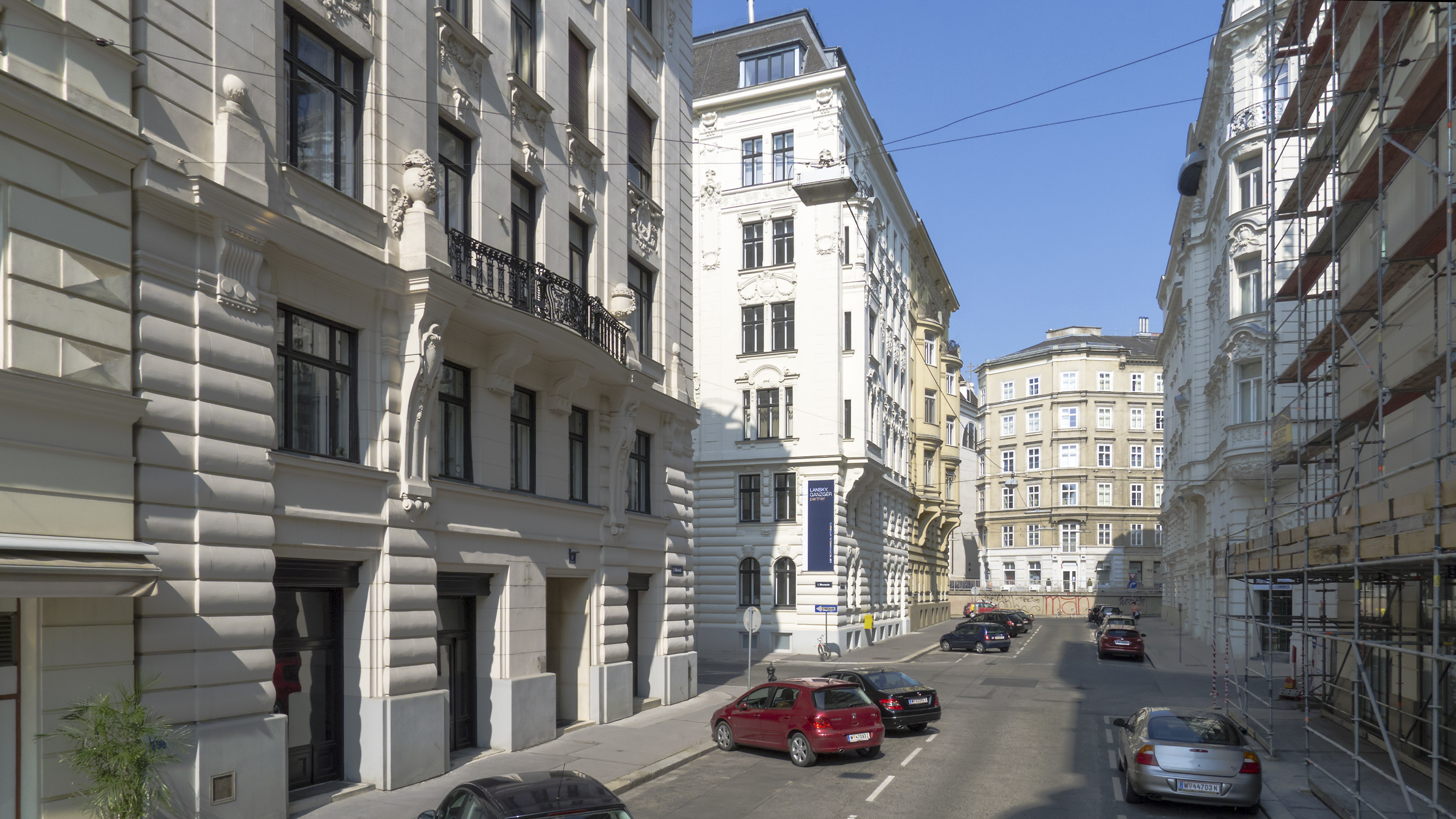
Falkestraße in nordwestlicher Richtung

## Lage und Charakteristik
Die Falkestraße verläuft von der Dominikanerbastei in südöstlicher Richtung bis zum Stubenring, wo auf der anderen Straßenseite das Museum für angewandte Kunst liegt. Sie wird als Einbahnstraße geführt; es verkehren keine öffentlichen Verkehrsmittel auf ihr. Das Verkehrsaufkommen ist mäßig, ebenso wie die Fußgängeranzahl. Es finden sich hier einige Restaurants, ansonsten sind in den Gebäuden vor allem Kanzleien und Büros untergebracht.
Die Bauwerke an der Falkestraße bilden ein geschlossenes, späthistoristisches Ensemble.

## Gebäude

### Nr. 1: Eckhaus
Das Gebäude an der Ecke Dominikanerbastei / Falkestraße wurde 1907 von Felix Sauer im späthistoristischen Stil errichtet. Die ursprüngliche Fassade ist nicht mehr komplett erhalten, dennoch sind die Pilastergliederung und die Giebelfenster noch gut zu erkennen. Auffälligstes Gestaltungselement ist die abgerundete Ecke des Gebäudes. Das Foyer ist stuckiert und besitzt einen Marmorsockel. Im Gebäude befindet sich das Restaurant Kardos.

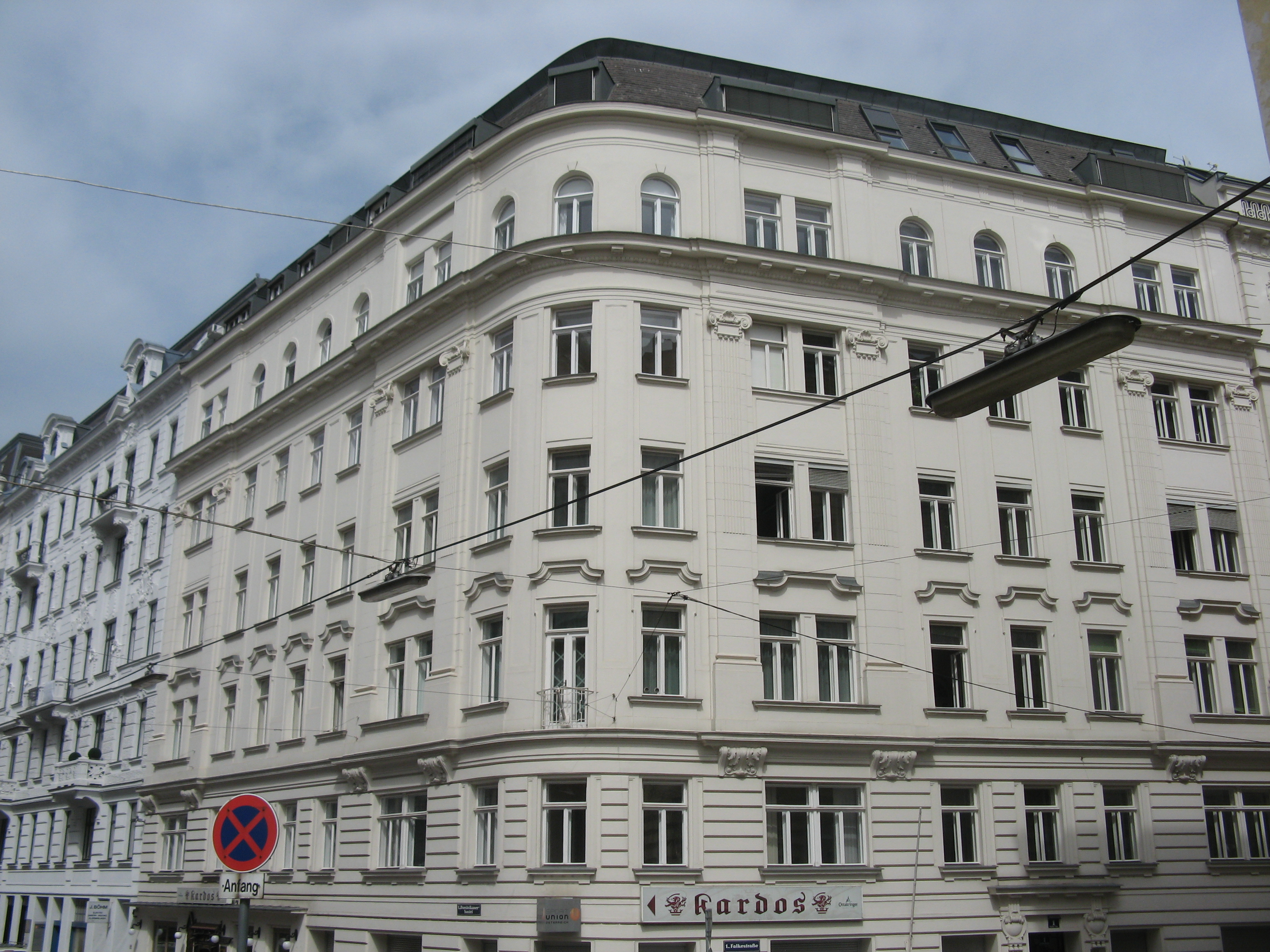
Falkestraße Nr. 1 (1907) von Felix Sauer

### Nr. 2: Eckhaus
Das Gebäude Ecke Dominikanerbastei / Falkestraße wurde 1906 von Theodor Bach im späthistoristischen Stil erbaut. Es liegt an der Hauptadresse Dominikanerbastei 6.

### Nr. 3: Eckhaus
Julius Goldschläger errichtete das Eckhaus zur Biberstraße 1903–1905 in neobarocken Formen. Es liegt an der Hauptadresse Biberstraße 7.

### Nr. 4: Eckhaus
Das späthistoristische Eckhaus zur Biberstraße stammt aus den Jahren 1901–1902 und wurde von Ludwig Schöne erbaut. Es liegt an der Hauptadresse Biberstraße 5.

### Nr. 5: Eckhaus
Nach Kriegszerstörungen wurde das 1902 von Rudolf Goebel errichtete Gebäude an der Ecke zur Biberstraße 1957–1958 vereinfacht wiederaufgebaut. Es liegt an der Hauptadresse Biberstraße 8.

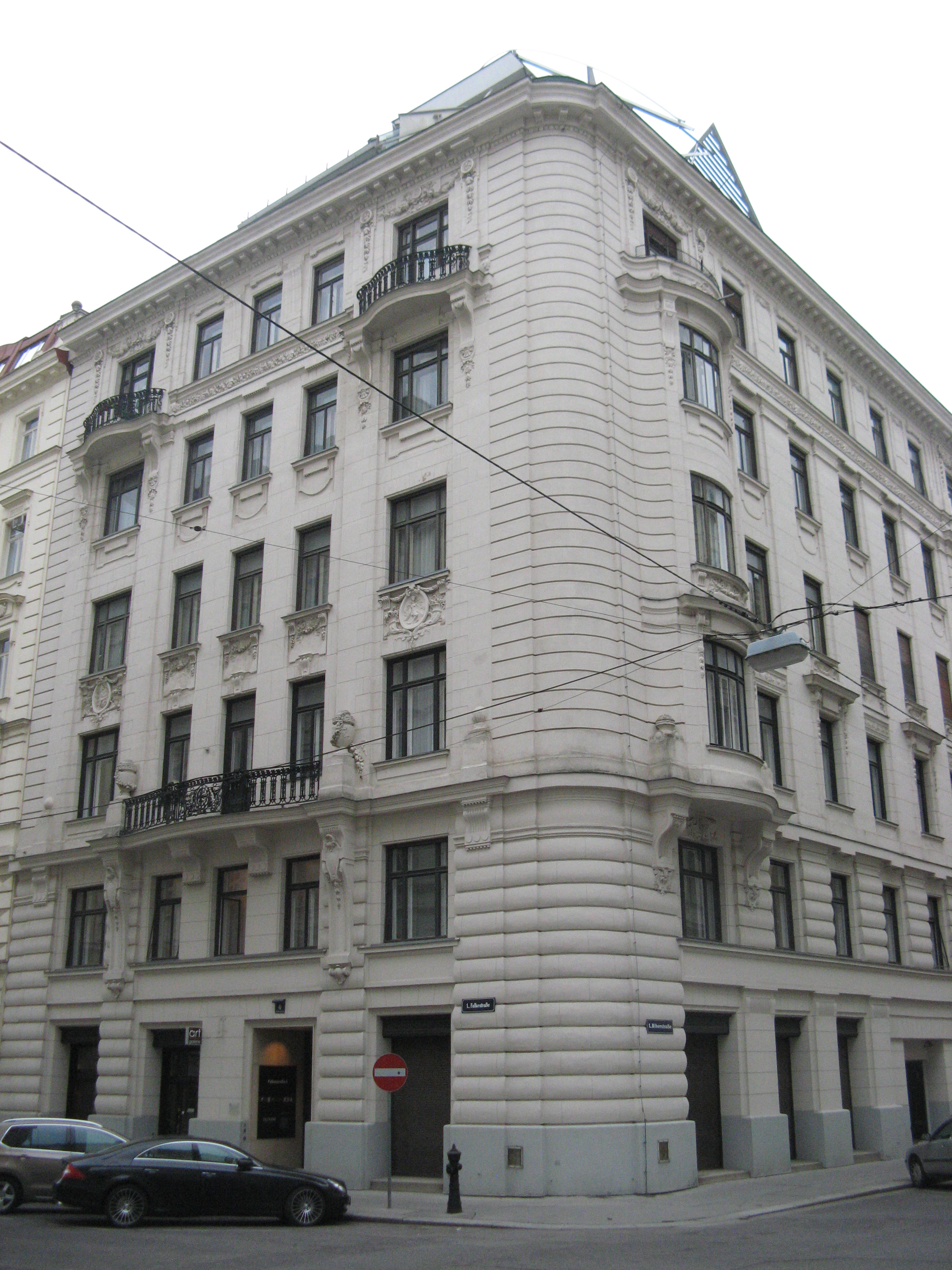
Falkestraße Nr. 6 (1902) von Carl Mayer

### Nr. 6: Eckhaus
Carl Mayer erbaute 1902 das Eckhaus zur Biberstraße im späthistoristischen Stil mit abgerundeter Ecke und einer durch Lisenen, Balkonen und Erkern gegliederten Fassade. Den Dachausbau für eine Rechtsanwaltskanzlei führte 1987–1988 Coop Himmelb(l)au durch. Dabei handelt es sich um eine dekonstruktivistische Stahl- und Glaskonstruktion mit Sitzungssaal und Büroräumen. Ein schmiedeeisernes Tor führt in ein stuckiertes Foyer mit Marmorsockel. Bemerkenswert ist der Aufzug.

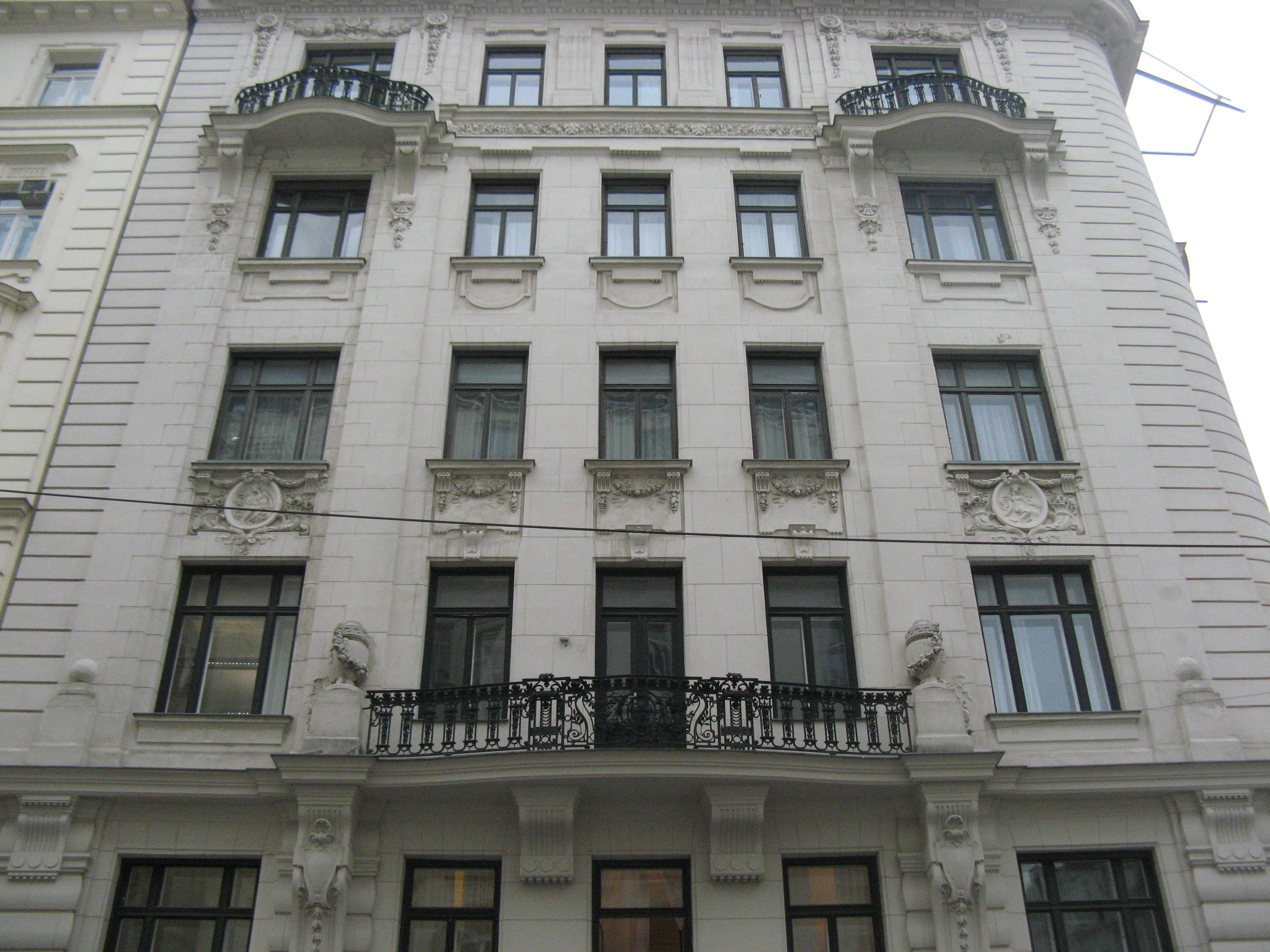
Fassadendetail in der Falkestraße Nr. 6

### Nr. 7: Eckhaus
Ebenfalls von Carl Mayer stammt das Gebäude an der Ecke zum Stubenring. Es wurde 1900 in Formen der Wiener Neorenaissance errichtet und liegt an der Hauptadresse Stubenring 18.

### Nr. 8: Eckhaus
Das späthistoristische Eckhaus zum Stubenring erbaute Alois Wurm 1901–1902. Es wurde nach Kriegsschäden 1958 von Franz Mörth instand gesetzt und liegt an der Hauptadresse Stubenring 20.